# Federbet
Federbet — некоммерческая лоббистская организация европейских владельцев казино и букмекеров, которая была основана c целью унификации законов в отношении азартных игр в странах, входящих в Европейский союз. Также организация занимается выявлением и борьбой с договорными матчами. Federbet была создана в октябре 2010 года в ответ на запрос Европейской комиссии относительно азартных игр в режиме онлайн. Её штаб-квартира находится в Брюсселе. Действующим руководителем Federbet является её генеральный секретапь Франческо Баранка.

## Договорные матчи
Договорные матчи наносят убытки букмекерам и в то же время являются удобным способом для отмывания денег. В борьбе с такими матчами заинтересованы и букмекеры, и правоохранительные органы, и спортивная общественность. Federbet анализирует базы данных букмекеров, что позволяет отслеживать поток ставок на определённые события. Предсказательные алгоритмы разрабатывают в университете Лугано. Необычные схемы ставок и странные изменения коэффициентов во время игр, равно как и инсайдерская информация, позволяют выявить фиксированные матчи. В разных странах Federbet сотрудничает с национальными букмекарами; в России — это «Фонбет» и «BetBoom», в Украине — FavBet.
Организация специализируется в основном на командных видах спорта, вроде футбола, баскетбола и волейбола. Чаще всего подозрительные матчи выявляются в низших дивизионах футбольных лиг, чему способствует низкая стоимость договорного матча. С момента создания организации ей удалось выявить более 1000 подставных игр.
Из индивидуальных дисциплин Federbet часто расследует договорные матчи в большом теннисе. Среди российских спортсменов в договорных матчах обвинялись Валерий Руднев, Теймураз Габашвили, Николай Давыденко и Виталия Дьяченко.
По данным Federbet, в футболе самая сложная ситуация — в Канаде, на Кипре, на Мальте, в Болгарии, Литве и Азербайджане. В индивидуальных видах спорта по числу договорных матчей лидируют страны Восточной Европы.
При участии Federbet проходила операция Oikos, в результате которой в мае 2019 году в Испании были задержаны сперва 11 человек, подозреваемые в организации договорных матчей во второй лиге футбольного чемпионата Испании. По данным следствия, во главе группировки стояли бывшие игроки мадридского «Реала» Карлос Аранда и Рауль Браво. В декабре 2019 года в ходе второго этапа операции были задержаны ещё 14 человек, стоявших за договорными матчами в итальянской Серии A.